# Bahnhof Brighton

Der Bahnhof Brighton ist ein Schienenverkehrsknotenpunkt in Brighton, Stadt Brighton and Hove in East Sussex, England. Der mit einer Stahl-Glas-Halle überdachte Kopfbahnhof liegt etwas nördlich des Stadtzentrums. Der Bahnhof ist Endpunkt der Brighton Main Line aus London und Ausgangspunkt der West Coastway Line nach Southampton/Portsmouth und der East Coastway Line nach Seaford/Eastbourne – Hastings.

## Geschichte
Der Bahnhof Brighton wurde 1840 in Betrieb genommen, als das von der London and Brighton Railway erbaute Teilstück Brighton – Shoreham-by-Sea der heutigen West Coastway Line eröffnet wurde. Neben dem Personenbahnhof wurden auch ein Güterbahnhof und ein Lokomotivdepot erstellt.
1841 wurde mit dem Lückenschluss Brighton – Haywards Heath die Brighton Main Line und somit die direkte Zugverbindung nach London vollendet.
1846 wurde die East Coastway Line nach St. Leonhards Marina West (Stadtteil von Hastings) eröffnet. 1933 wurde die Brighton Main Line und bis 1937 auch die Küstenstrecken mit einer seitlichen Stromschiene elektrifiziert.

## Bauten
Das noch heute bestehende Empfangsgebäude wurde von dem Architekten David Mocatta (1806–1882) im Stil der italienischen Renaissance geplant und mit der Strecke nach Shoreham 1841 eröffnet.
1882/83 wurde der Bahnhof erheblich erweitert. Dabei wurden die imposante Bahnsteighalle und die Überdachung des Bahnhofsvorplatzes errichtet. 1999/2000 wurde die Halle gründlich saniert und in ihrem blauen Farbton wiederhergestellt.
Der Bahnhof hat acht Bahnsteiggleise an vier Mittelbahnsteigen. Zwischen Gleis 7 und 8 besteht noch der frühere "Cab Way", die Taxivorfahrt, die nicht mehr benutzt wird. Das frühere Bahnsteiggleis 9 dient nur noch als Abstellgleis, der Bahnsteig dient als Fußwegverbindung außerhalb des mit Bahnsteigsperren abgeteilten Bereichs. Bis 1971 bestanden auch noch zwei Gleise 10 und 11 außerhalb der heutigen Bahnsteighalle, die mit der Stilllegung der kurzen Zweigstrecke zum Brightoner Stadtteil Kemp Town überflüssig geworden waren.

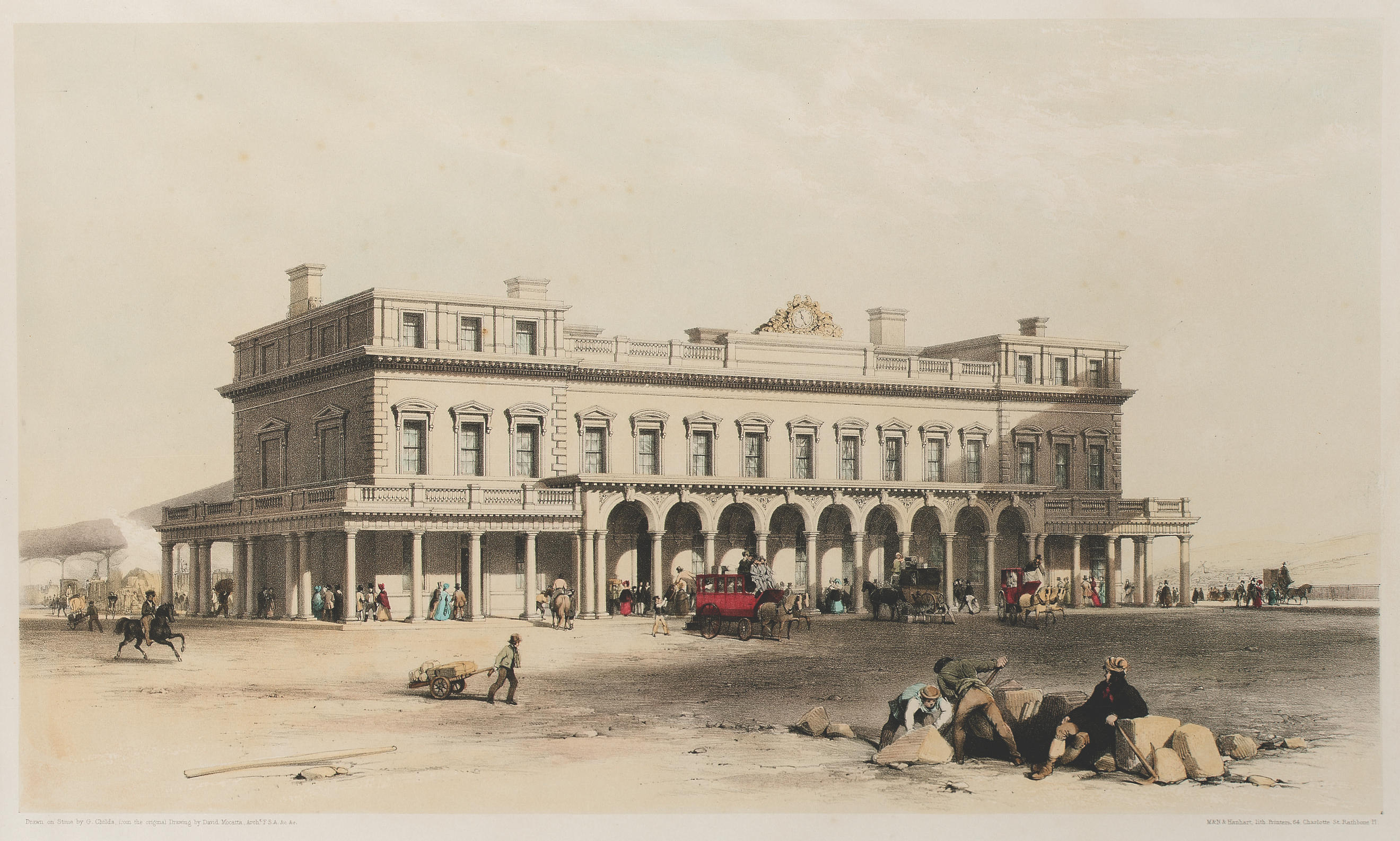
Ansicht des Empfangsgebäudes 1841
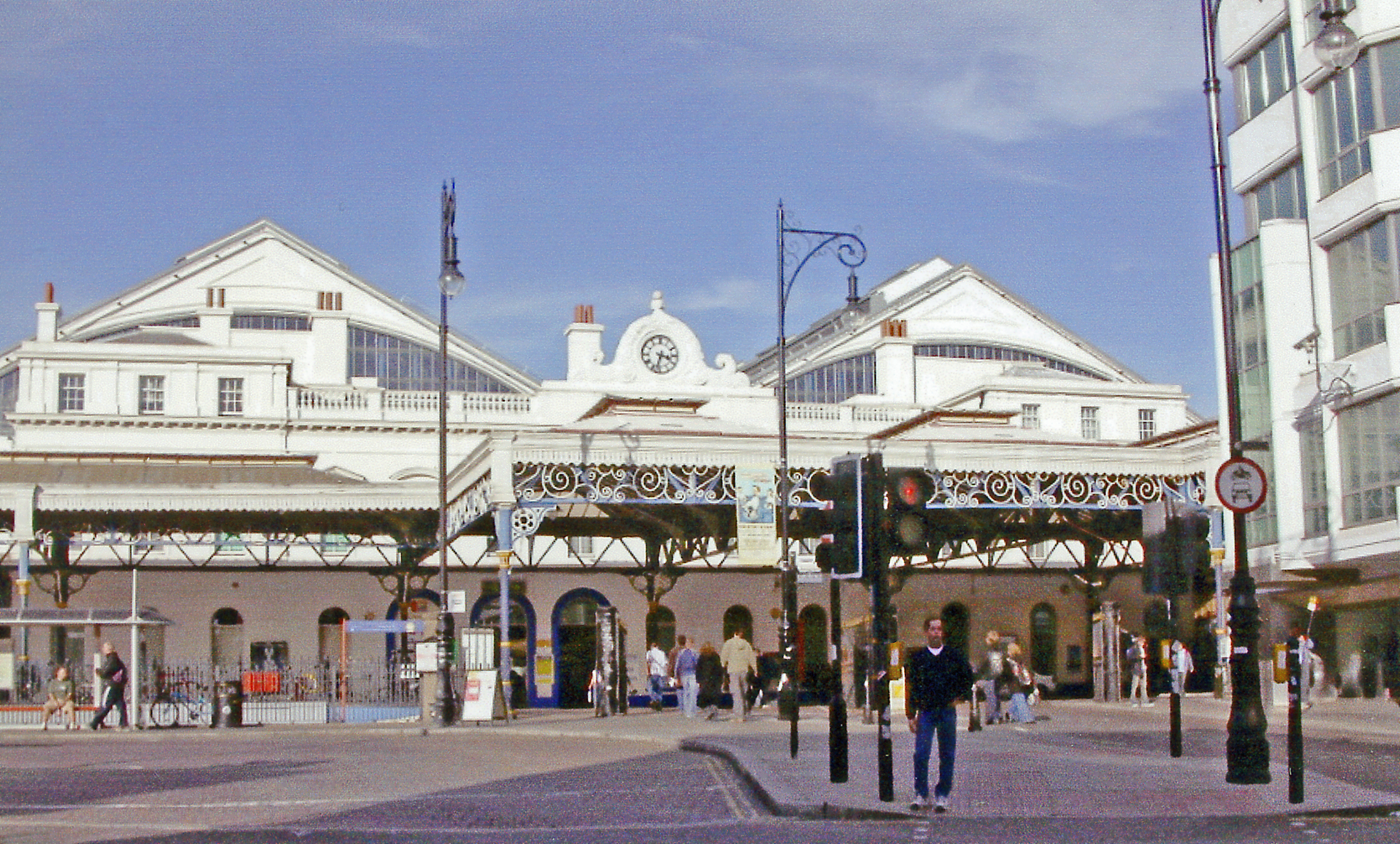
Die gleiche Sicht 2003; vor dem Gebäude das Vordach und dahinter die zweischiffige Bahnsteighalle von 1882/83
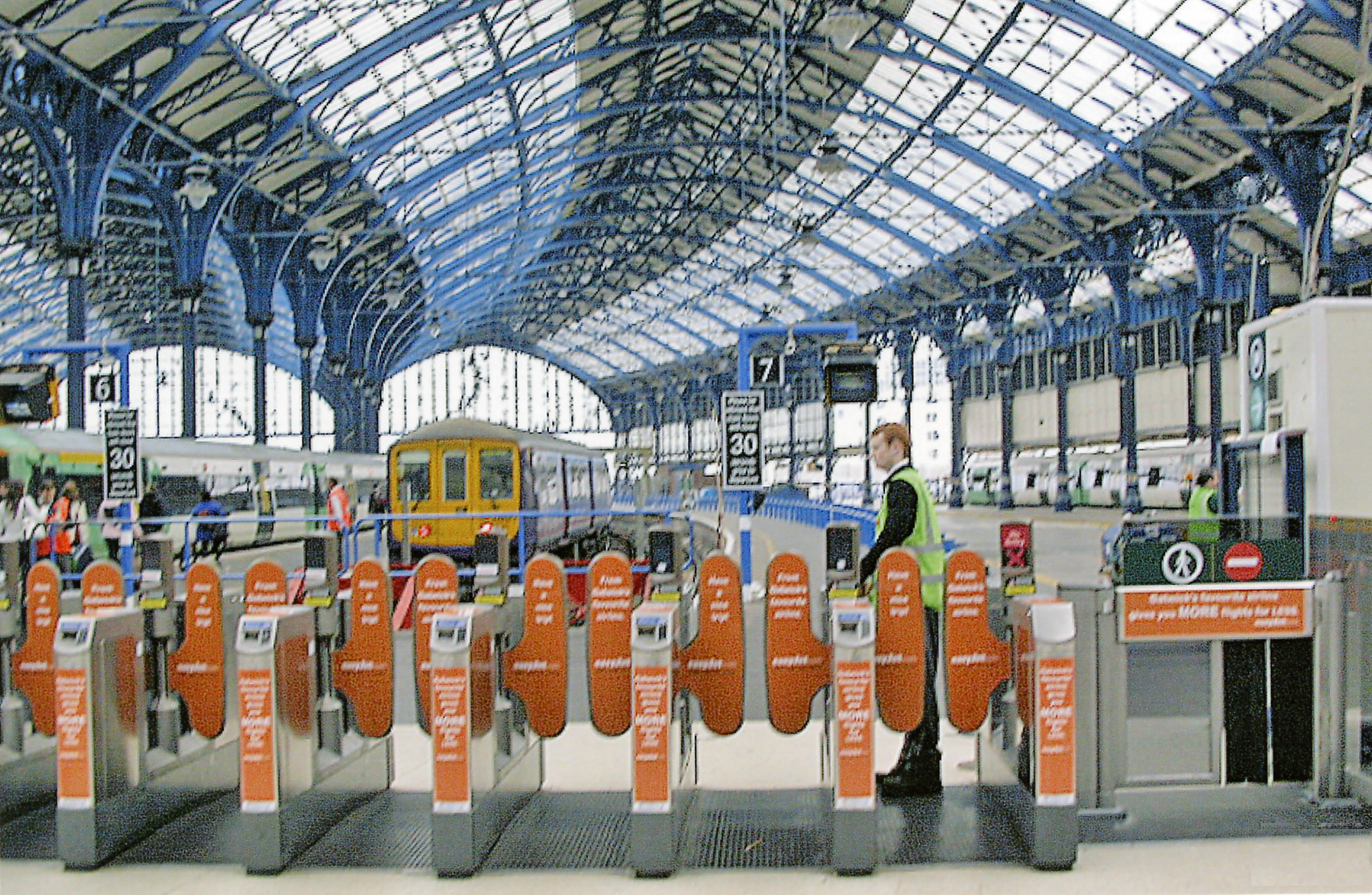
Bahnsteigsperren in der Halle
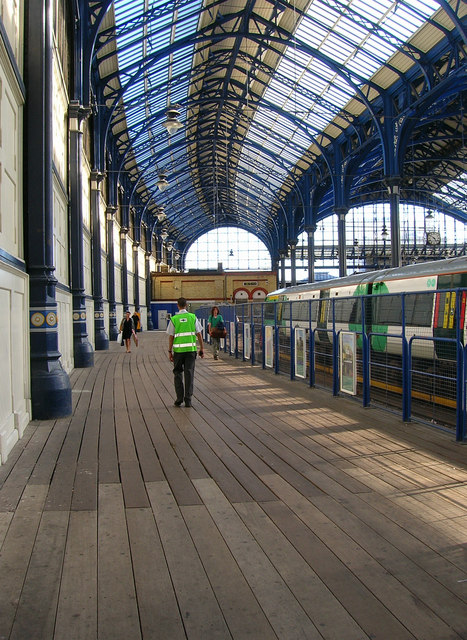
Der außerhalb der Bahnsteigsperren gelegene Bahnsteig 9

Im Dreieck zwischen der westlichen Küstenstrecke und der Brighton Main Line befand sich das Bahnbetriebswerk, etwas weiter Richtung London das Wagenwerk, das bis heute in Betrieb ist.
Östlich des Bahnhofs befand sich von 1852 bis 1958 die Lokomotivfabrik der Southern Railway bzw. ihrer Vorgängergesellschaften. Nachdem in den Hallen noch für wenige Jahre ein britischer Lizenzbau der Isetta gefertigt wurde, wurde das Werk 1969 abgerissen und das Gelände als Parkplatz genutzt. Seit 2009 wird es als Stadtentwicklungsprojekt New England Quarter neu bebaut.
Der Güterbahnhof, talwärts neben dem Bahnhof und der Lokomotivfabrik gelegen, wurde in den achtziger Jahren stillgelegt. Teilweise wurde er bereits neu bebaut, teilweise wird er im Rahmen des New England Quarter-Projekts entwickelt.

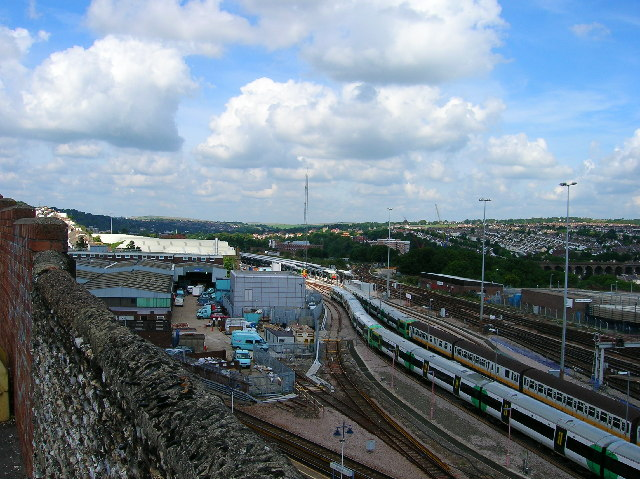
Bahnanlagen: Links die westliche Küstenstrecke und das frühere Dampflok-Betriebswerk, dahinter das heutige Triebwagen-Betriebswerk, in der Mitte die Gleise nach London, rechts die frühere Lokfabrik, heute New England Quarter und dahinter das London Road Viaduct der östlichen Küstenstrecke
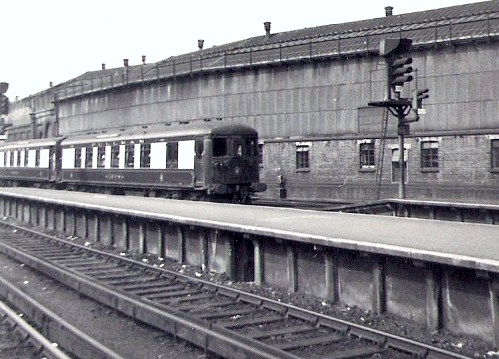
Lokfabrik (Foto von 1961 mit dem berühmten elektrischen Pullmanzug Brighton Belle)
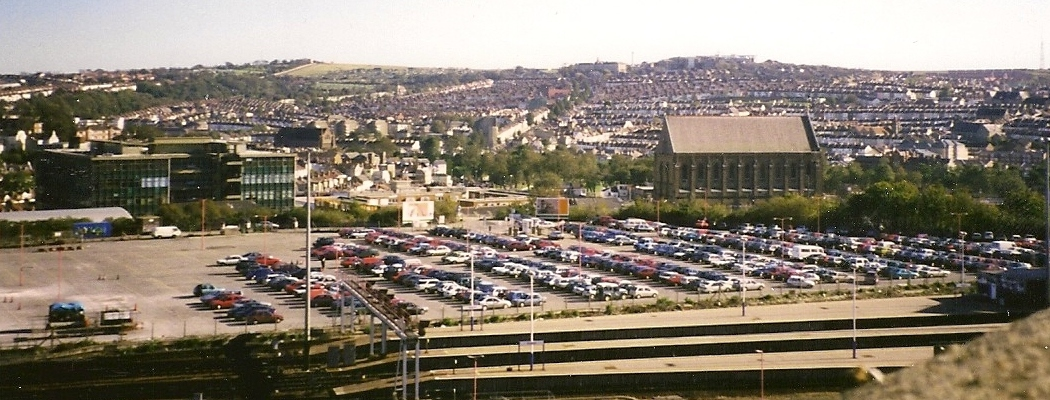
Das Lokfabrik-Gelände als Parkplatz 1971 bis ca. 2006
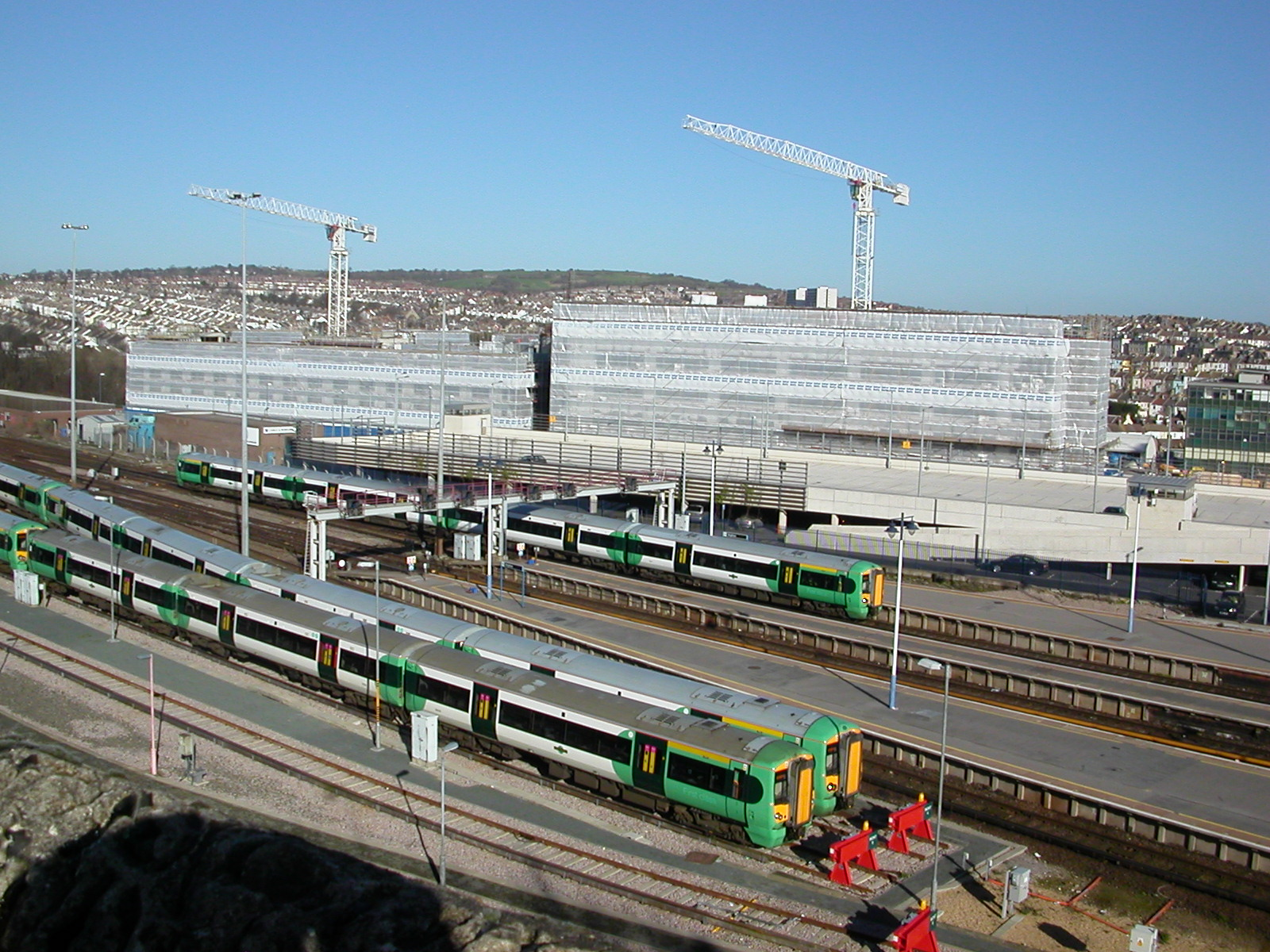
New England Quarter auf dem Lokfabrik-Gelände

## Betrieb

### Gesellschaften
Der Bahnhof wird von den Gesellschaften Southern, Gatwick Express, First Capital Connect und First Great Western befahren.
Die Cross Country stellte Ende 2008 ihre Zugverbindung nach Birmingham ein, welche über die West London Line führte.

### Zugverbindungen
- Brighton – Gatwick Airport – London Victoria (Southern)
- Brighton – Gatwick Airport – London Bridge – Snow-Hill-Tunnel – London St Pancras – Bedford (First Capital Connect als Thameslink)
- Gatwick Express nach Gatwick Airport – London Victoria (nur zu Stoßzeiten)
- Brighton – West Worthing (Southern)
- Brighton – Hove (Southern)
- Brighton – Southampton Central (Southern)
- Brighton – Portsmouth & Southsea – Portsmouth Harbour (Southern)
- Brighton – Worcester Hill Shrub/Great Malven (First Great Western)
- Brighton – Newhaven – Seaford (Southern)
- Brighton – Lewes (Southern)
- Brighton – Lewes – Eastbourne – Hastings – Ore (- Ashford International) (Southern)

Die Züge der West Coastway Line und der East Coastway Line von/nach London umfahren den Bahnhof von Brighton.